# فرودگاه یانگژو تایژو
فرودگاه یانگژو تایژو  (به انگلیسی: Yangzhou Taizhou Airport) یک فرودگاه همگانی با کد یاتا YTY است . این فرودگاه در کشور چین قرار دارد .

## شرکت‌های هواپیمایی و مقصدهای پروازی

### مسافری
| شرکت‌های هواپیمایی   | مقصدهای پروازی                                                                 |
| ------------------- | ------------------------------------------------------------------------------ |
| ایر چاینا           | پکن، چنگچینگ ییانگبی، تائویوان تایوان                                          |
| چاینا ایرلاینز      | تائویوان تایوان                                                                |
| هواپیمایی جنوبی چین | بایون گوآنگجو                                                                  |
| ججو ایر             | اینچئون                                                                        |
| Kunming Airlines    | چنگچینگ ییانگبی، لانگ‌دونگ‌بائو گوئی‌یانگ، کونمینگ چانگشوی                        |
| شنژن ایرلاینز       | هاربین تایپینگ، سانیا فونیکس، شنینگ تخین، شنژن بن، زیامن گائوچی، شی‌آن شیان‌یانگ |
| سیچوان ایرلاینز     | چنگدو شوانگلیو                                                                 |
| اسپرینگ ایرلاینز    | سووارنابومی، چانگچون لونگییا، کانزای, پوکت، ژنگژو سین‌ژنگ                       |
| تیانجین ایرلاینز    | هایکو میلان، تیانجین بینهای                                                    |